# Джеррі Вест
Джеррі Алан Вест (англ. Jerry Alan West; 28 травня 1938, Челіан, штат Західна Вірджинія — 12 червня 2024) — американський баскетболіст, який усю свою професійну кар'єру виступав за клуб Національної баскетбольної асоціації «Лос-Анджелес Лейкерс». На Олімпійських іграх 1960 року в Римі був одним з капітанів збірної США, яка виграла золоті медалі.
За час виступів у НБА Вест 12 разів потрапляв до першої та другої збірної всіх зірок НБА, 14 разів брав участь у матчі всіх зірок НБА, був визнаний найціннішим гравцем матчу всіх зірок 1972 року і виграв чемпіонський титул того ж року. Йому належить рекорд за середнім показником набраних очок у серії плей-оф — 46,3. Веста чотири рази включали до першої збірної всіх зірок захисту і один раз — до другої. Він брав участь у 9 фінальних іграх НБА, а в 1969 році був названий найціннішим гравцем фіналу НБА, попри те, що його команда програла. 1980 року Вест був включений в баскетбольну Залу слави, а в 1996 році був названий одним з 50 найвизначніших гравців в історії НБА.
Після закінчення ігрової кар'єри Вест три роки був головним тренером «Лос-Анджелес Лейкерс». Під його керівництвом «Лейкерс» тричі виходили в плей-оф і один раз стали чемпіонами Західної конференції. Після цього він три роки працював консультантом клубу з пошуку нових гравців, а перед сезоном 1982/83 став генеральним менеджером «Лейкерс». Під його керівництвом команда сім разів ставала чемпіоном НБА. 2002 року Вест став генеральним менеджером клубу «Мемфіс Ґріззліс», якому вже через рік допоміг вперше у своїй історії потрапити в плей-оф. За свої заслуги він двічі отримував премію «Менеджер року»: один раз у «Лейкерс» у 1995 році і один раз у «Ґріззліс» у 2004 році.

## Ранні роки
Джеррі Алан Вест народився 28 травня 1938 року в місті Челіан (штат Західна Вірджинія, США). Його мати була домогосподаркою, а батько працював електриком на вугільній шахті. Батько Джеррі працював цілий день і часто повертався з роботи занадто втомленим, щоб грати з ним. Тому Джеррі майже весь час проводив один: полюючи, ловлячи рибу і граючи в баскетбол. У дитинстві його улюбленою розвагою було покидати баскетбольний м'яч в кільце, прикріплене до сусідського складу. За цим заняттям Вест проводив багато часу, кидаючи м'яч з різних позицій, при будь-якій погоді і часто запізнюючись до вечері. Через це він став настільки худим, що йому доводилося робити вітамінні ін'єкції. Взимку, коли все засипало снігом, він одягав рукавички і продовжував свої тренування до тих пір, поки міг відчувати пальці.

### Старша школа
Від 1952 до 1956 року Вест відвідував старшу школу Іст Бенк у Західній Віргінії. У школі Джеррі був членом баскетбольної команди, але перший рік він провів переважно на лавці запасних, бо його тренер Дюк Шевер вважав, що у нього занадто маленький зріст. Але все змінилося на другий рік. За літо 1953 року Вест підріс до 183 см і завдяки своїй гарній грі став капітаном команди. Вест грав на позиції легкого форварда і швидко став одним з найкращих гравців серед шкіл Західної Вірджинії. Він входив у збірну всіх зірок штату від 1953 до 1956 року, у всеамериканську в 1956 році і того ж року став гравцем року Західної Віргінії, вперше в історії штату забивши понад 900 очок за сезон (у середньому по 32,2 очка за гру). 24 березня 1956 року команда середньої школи Іст Бенк стала чемпіоном штату, після чого кожного 24 березня школа змінювала свою назву на «Вест Бенк» в честь його заслуги, поки 1999 року не припинила існування.

### Вест Віргінія Маунтейнерс

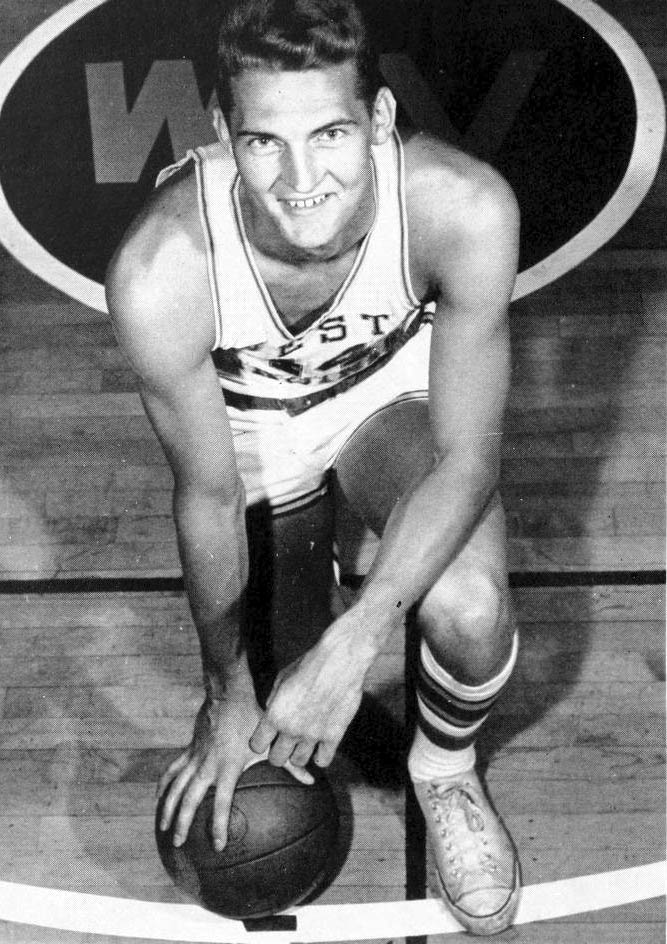
Джеррі Вест у 1959 році

Після закінчення школи понад 60 університетів були зацікавлені в ньому, але Вест вирішив залишитися в рідному штаті і вибрав Університет Західної Вірджинії (УЗВ), який розташований у місті Моргантаун. У складі збірної новачків університету його команда здобула 17 перемог у сезоні, жодного разу не програвши. У першому сезоні за університетську команду Вест у середньому набирав 17,8 очка за гру і робив 11,1 підбирання; він виходив у стартовому складі у всіх 28 іграх, а його відсоток влучень склав 49,6 % з гри і 73,2 % зі штрафної лінії. Завдяки своїм показниками він був удостоєний численних нагород: включений у третю всеамериканську команду, в першу команду Південної конференції, став найціннішим гравцем Південної конференції та багатьох інших. Того року «Маунтейнерс» здобули 26 перемог і зазнали 2-х поразок.
Наступний сезон 1958/59 став для нього ще успішнішим. Вест у середньому набирав по 26,6 очка і робив 12,3 підбирання. У п'ятиматчовому турнірі NCAA він повторив рекорд турніру, набравши 160 очок, а також у кожній грі ставав лідером своєї команди за набраними очками і підбираннями. Веста назвали найвидатнішим гравцем фіналу чотирьох того року. Також він був включений у всеамериканську команду, став найціннішим гравцем Південної конференції, гравцем року Південної конференції і Атлетом року. Свідченням його витривалості є гра проти Кентуккі, в якій йому зламали ніс. Але попри те, що він міг дихати лише ротом, у другій половині матчу Вест набрав 19 очок і допоміг команді здобути перемогу. У 1959 році Вест увійшов до складу збірної США з баскетболу на Панамериканських іграх, які проходили в Чикаго. Головним тренером команди був його наставник «Маунтейнерс» Фред Шаус. На іграх він став другим за результативністю в американській команді після Оскара Робертсона.
В останньому сезоні за університет Вест встановив кілька особистих рекордів: в середньому він набирав по 29,3 очка, робив по 16,5 підбору і за сезон зробив 134 передачі, а його відсоток влучання становив 50,4 % з гри і 76,6 % зі штрафної лінії. За результатами сезону його знову обрали до всеамериканської команди і назвали найціннішим гравцем Південної конференції. Найкращий свій результат він показав у грі проти Вірджинії, коли набрав 40 очок і зробив 16 підбирань. Протягом останнього сезону він також зробив 30 дабл-даблів і 15 разів набирав більш як 30 очок. Виступаючи за «Маунтейнерс», Вест набрав 2309 очок і зробив 1240 підбирань, а також встановив 12 рекордів УЗВ.
Вест був членом збірної США з баскетболу на літніх Олімпійських іграх 1960 року в Римі, в складі якої також були майбутні члени баскетбольної Зали слави — Оскар Робертсон, Джеррі Лукас, Волт Белламі. Вест і Робертсон були капітанами команди. У першому ж матчі групового турніру вони розгромили збірну Італії з рахунком 88:54. В усіх 8 матчах команда здобула перемоги. Вест став третім в команді за результативністю, набираючи в середньому 13,8 очка за гру. У 2010 році олімпійську команду США 1960 року ввели в баскетбольну Залу слави.

## Кар'єра в НБА

### «Mr. Inside» і «Mr. Outside»
11 квітня 1960 року на драфті НБА Веста обрала команда «Міннеаполіс Лейкерс» під другим номером. Команда «Цинциннаті Роялз» перед драфтом обрала Оскара Робертсона як територіальний драфт, але, оскільки у «Роялз» в цьому році було право першого вибору, то Робертсона вважають першим номером загального драфту. Троє учасників цього драфту згодом стануть членами баскетбольної Зали слави — Вест, Робертсон і Ленні Вілкенс. Вест став останнім вибором Міннеаполісу на драфті, оскільки в міжсезоння власник команди Боб Шорт перевіз клуб до Лос-Анджелеса.
Того ж року університетський тренер Веста Фред Шаус став головним тренером «Лейкерс». У новій команді Вест став грати на позиції захисника, на відміну від університету, де він був форвардом. Товаришами по команді були: капітан Елджин Бейлор, центрові Джим Кребс і Рей Фелікс, форварди Руді Ларуссо і Том Хокінс, захисники Род Хандлі, Френк Селві і Бобі Леонард. Таким чином команда мала досить сильних захисників і форвардів, але були проблеми з центровими.
За свій високий голос Вест отримав у команді прізвисько «Tweety Bird» («Птах, що цвірінькає»). Він також розмовляв з сильним аппалачським акцентом, тому товариші по команді називали його «Zeke from Cabin Creek» (прізвисько ґрунтувалось на недостовірній інформації, що він виріс у Кебін Крик (Західна Вірджинія), а ім'я Зік добре римувалися з назвою міста. Це прізвисько Джеррі вимовляв як «Zeek fr'm Cab'n Creek»). Однак незабаром Вест вразив інших гравців своїми здібностями в захисті, а також здатністю стрибнути з місця на висоту понад 40 см, вище баскетбольного кільця. Щодня Вест проводив кілька додаткових годин на тренуваннях. В іграх Вест в середньому набирав 17,6 очка, робив 7,7 підбирання і 4,2 передачі. Завдяки своїм показникам Вест незабаром заслужив довіру Шауса і проводив на майданчику по 35 хвилин за гру, ставши другим у команді за результативністю. Коментатори НБА відзначали, що «Лейкерс» тепер можуть вражати кільце суперника з будь-якої дистанції, маючи у своєму складі «Mr. Inside» (Бейлора, спеціаліста по кидках з близької відстані) і «Mr. Outside» (Веста, спеціаліста по кидках з далекої відстані). Високі показники дозволили Весту потрапити на свій перший Матч усіх зірок НБА. У першому сезоні в НБА Вест допоміг «Лейкерс» поліпшити показники. Команда здобула 36 перемог (на 11 більше, ніж попереднього року) і вийшла в плей-оф, де в півфіналі дивізіону обіграла «Детройт Пістонс» у 5 іграх, а у фіналі поступилася «Сент-Луїс Гокс».
Вже в другому сезоні в НБА Весту довелося стати лідером команди, оскільки капітана команди Бейлора викликали в резерв сухопутних військ США і той зміг зіграти лише 48 ігор за команду. У сезоні Вест став найрезультативнішим гравцем команди, набираючи по 30,8 очка за гру, роблячи 7,9 підбирання і 5,4 передачі. Того ж року його включили в першу збірну всіх зірок НБА. Вест також став відомим за його здатність показати хорошу гру в критичній ситуації і за свої важливі кидки наприкінці гри, за що коментатор Чік Херн назвав його «Mr. Clutch». «Лейкерс» здобули 54 перемоги в регулярному чемпіонаті, потрапивши відразу у другий раунд плей-оф. У фіналі конференції «Лейкерс» обіграли «Пістонс» в чотирьох іграх і вийшли у фінал НБА, де їм належало зустрітися з «Бостон Селтікс». Після перших двох ігор рахунок у серії був 1-1. У третій грі Вест за три секунди до кінця гри зумів зрівняти рахунок — 115:115. Після чого захисник «Селтікс» Сем Джонс спробував вкинути м'яч у гру, але Вест зумів перехопити його і під звуки фінальної сирени виконав точний кидок, який приніс його команді перемогу. Вирішальна 7-ма гра проходила в Бостоні. Весь матч «Лейкерс» були в ролі наздоганяючих, однак, завдяки вдалій грі Веста і Селві, зуміли зрівняти рахунок 100:100. Наприкінці гри Селві не зміг забити з відстані 2,5 метра, що дозволило б «Лейкерс» завоювати чемпіонський титул. В овертаймі завдяки кільком підбиранням Джоунса «Селтікс» змогли здобути перемогу 110:107. Фінал НБА 1962 року вважають початком одного з найбільших протистоянь в історії НБА.
У сезоні 1962/63 Бейлор повністю повернувся в команду. Вест у середньому набирав по 27,1 очка, робив 7 підбирань, 5,6 передачі, знову взяв участь у матчі всіх зірок НБА і був включений в першу збірну всіх зірок НБА. Через травми Вест провів лише 55 ігор, а останні 7 пропустив через травму ахіллового сухожилля. «Лейкерс» знову потрапили в плей-оф і дійшли до фіналу, де програли «Селтікс». У сезоні 1963/64 Вест вперше став найрезультативнішим гравцем «Лейкерс», набираючи по 28,7 очка, тоді як Бейлор набирав по 25,4. «Лейкерс» здобули 42 перемоги в сезоні і програли в першому раунді плей-оф «Гокс» у п'яти іграх.

### Лідер «Лейкерс»

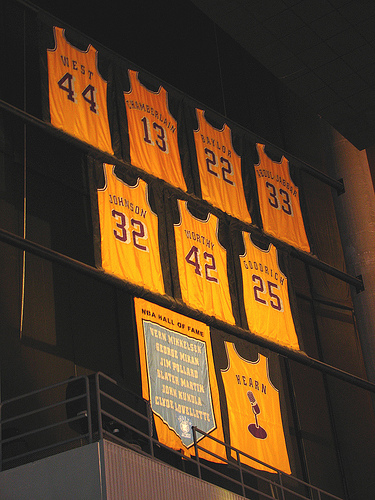
За Вестом «Лейкерс» закріпили номер 44 у 1983 році

У наступному сезоні 1964/65 Вест встановив рекордну для себе середню результативність — 31 очко за гру, поступившись за цим показником у сезоні лише Вілтові Чемберлену, який забивав по 34,7 очка. За сезон «Лейкерс» виграли 49 ігор. У першому раунді плей-оф вони зустрілися з «Балтімор Буллетс». В одній з ігор Бейлор сильно травмував коліно, тому Вест взяв на себе роль лідера команди, забивши в першій грі 49 очок. У другій грі гравці «Буллетс» знову не змогли зупинити захисника «Лейкерс», який набрав 52 очки, майже половину від переможних 118. Попри те, що в наступних двох іграх Вест набирав по 44 і 48 очок, перемогу в іграх здобували «Буллетс». У вирішальній п'ятій грі Вест набрав 42 очки, а його команда виграла 117:115. У середньому Вест набирав по 46,3 очка за гру, що досі є рекордом для серії плей-оф. У фіналі НБА «Лейкерс» знову програли «Селтікс» у п'яти іграх. У першій грі Вест набрав 26 очок, у другій — 45, третій (переможній для «Лейкерс») — 49. В останній чверті п'ятої гри Вест промахнувся 14 разів з 15 спроб. Його середня результативність в іграх плей-оф становила 40,6 очка.
У сезоні 1965/66 Вест знову поліпшив свої показники, набираючи в середньому за гру по 31,3 очка, роблячи 7,1 підбирання і 6,1 передачі, знову виступав у матчі всіх зірок НБА і був включений в першу збірну всіх зірок НБА. Перемігши в 45 іграх у сезоні, «Лейкерс» обіграли «Сент-Луїс Гокс» у фіналі конференції в семи іграх і зустрілися з «Селтікс» у фіналі. Через травми Бейлор був готовий лише на «75 відсотків», тому роль лідера знову взяв на себе Вест. Фінальні ігри запам'яталися протистоянням двох снайперів — Веста і Хавлічека. У першій половині сьомої гри, через 15 промахів з 18 кидків Бейлора і Веста, «Лейкерс» сильно відстали від суперника, проте змогли підтягнутися до кінця гри 95:93. Решту 4 секунди гри «Селтікс» тримали м'яч, вигравши гру і чемпіонські титули.
У наступному сезоні 1966/67 Вест через травми зіграв 66 ігор регулярного чемпіонату. Його результативність впала до 28 очок за гру, 5,9 підбирання і 6,8 передачі. «Лейкерс» провели невдалий сезон, здобувши перемогу лише в 36 іграх, після чого програли в першому раунді плей-оф «Сан-Франциско Ворріорз». Головний тренер Фред Шаус пішов у відставку, а його місце зайняв Бутч ван Бреда Колфф. Під його керівництвом у сезоні 1967/68 «Лейкерс» виграли 52 гри, а Вест зіграв лише 51 гру через травми, набираючи в середньому 26,3 очки — найгірший показник в кар'єрі після першого року в НБА. Після потрапляння 6 разів поспіль в першу збірну всіх зірок НБА, Вест у 1968 році був включений лише в другу збірну. У плей-оф «Лейкерс» перемогли «Чикаго Буллз» і «Ворріорз» і знову зустрілися з «Селтікс» у фіналі. Це було протистояння зросту проти швидкості, оскільки в «Селтікс» у той час були граючий тренер/центровий Білл Расселл і форвард Джон Хавлічек, які добре грали під кільцем, а в «Лейкерс» фахівці по кидках із середніх і дальніх дистанцій Бейлор, Вест і Гейл Гудріч. У першій грі Вест влучив лише 7 разів з 24 кидків, а його команда програла 107:101. У четвертій грі, в якій він забив 38 очок, Вест підвернув ногу і через це решту ігор серії не міг проводити в повну силу. У 5-й грі травмований Вест зміг набрати 35 очок, проте Бостон виграв матч з розривом у три очки. У шостій грі «Селтікс» знову перемогли і стали чемпіонами.

### Прихід Вілта Чемберлейна в команду
9 липня 1968 року «Лейкерс» обміняли у Філадельфію партнера Веста по захисту Арчі Кларка, а також Даррелла Імхофа і Джеррі Чемберса на Вілта Чемберлейна. Команда також втратила Гейла Гудріча, якого обрали «Фінікс Санз» на драфті розширення. Тому в тренера «Лейкерс» залишалося всього два захисники — Вест і Джонні Іган. Власник команди Джек Кент Кук уклав з центровим безпрецедентний на той час контракт, заплативши 250 000 доларів (з урахуванням податків). До цього найбільш високооплачуваним гравцем у команді був Вест, який отримував 100 000 доларів (без урахування податків). Прийшовши в «Лейкерс», Чемберлейн постійно сперечався з капітаном команди Бейлором і тренером Бутчем ван Бреда Колффом. Однак, з Вестом він підтримував хороші стосунки. Але становище в команді було постійно напруженим, через що гра Веста стала нестабільною. У результаті він показав свою найнижчу середню результативність за гру — 25,9 очка. Проте це дозволило йому потрапити в другу команду введеної того року збірної всіх зірок захисту.
В іграх плей-оф 1969 року «Лейкерс» обіграли «Атланту Гокс», «Сан-Франциско Ворріорз» і вшосте за вісім років зустрілися з «Селтікс» у фіналі. Перед фінальною серією Вест в особистій розмові скаржився Біллу Расселу на свою втому, однак у першій же грі набрав 53 очки. У третій грі «Селтікс» стали щільніше опікати Веста, і він двічі просив тренера замінити його через сильну втому. Під час п'ятої, переможної для «Лейкерс», гри Вест набрав 39 очок і, бувши найрезультативнішим гравцем серії, в одній зі спроб підібрати м'яч сильно потягнув сухожилля на нозі. Було схоже, що він вже не вийде на майданчик у цьому сезоні. Проте вже в наступній грі Вест вийшов у стартовому складі і, попри свою кульгавість, зміг набрати 26 очок. Сьома, вирішальна гра, проходила в Лос-Анджелесі. Власник «Лейкерс» Джек Кент Кук запустив сотні повітряних кульок під стелю «Форуму», очікуючи перемогу від своєї команди. Цей вчинок лише додав мотивації «Селтікс», а Вест навпаки був розлючений ним. Упродовж усієї гри «Лейкерс» відставали від суперника, але, завдяки зусиллям Веста, наприкінці гри змогли впритул підійти до «Селтікс». Проте в самому кінці гри через втрату м'яча Вестом Лос-Анджелес програли гру 108:106. Попри травму, Вест зробив трипл-дабл, набравши 42 очки, 13 підбирань і 12 передач і став єдиним в історії НБА найціннішим гравцем фіналу НБА, чия команда програла у фіналі. Після гри Білл Рассел потиснув йому руку, а Джон Хавлічек сказав: «Я люблю тебе, Джеррі».
Сезон 1969/70 «Лейкерс» почали з новим тренером — Джо Маллені. Через травму Чемберлена, якої той зазнав на початку сезону, і травми Бейлора в попередньому сезоні, Вест знову став не лише найрезультативнішим гравцем команди, але й всього чемпіонату. В середньому він набирав по 31,2 очка за гру, роблячи 4,6 підбирання і 7,5 передачі. Це дозволило йому потрапити в першу збірну всіх зірок і вперше в першу збірну всіх зірок захисту. «Лейкерс» знову дійшли до фіналу, де зустрілися з «Нью-Йорк Нікс». Одним з найбільш пам'ятних моментів фіналу стало закінчення третьої гри серії. Коли до кінця матчу залишалося лише 3 секунди і «Нікс» вели 102:100, а у «Лейкерс» більше не залишалося тайм-аутів, Чемберлен ввів м'яч в гру, зробивши пас Весту, який обіграв Волта Фрейзера і — з відстані 18 метрів — зробив точний кидок. Цей кидок вважають одним з найкращих моментів в історії НБА. Пізніше Фрейзер в одному з інтерв'ю скаже: «Він божевільний. Він виглядав таким впевненим. Він думав, що м'яч дійсно влучить!». Оскільки тоді триочкової лінії ще не було, то цей кидок перевів гру в овер-тайм. У додатковий час Вест потягнув зв'язки на лівій руці і промахнувся у всіх п'яти спробах, а «Нікс» виграли з різницею в три очки. Під час сьомої вирішальної гри Вест травмував праву руку, через що влучив лише 9 разів з 19 спроб. Найрезультативнішим гравцем гри став Фрейзер, який привів «Нікс» до чемпіонського титулу.
У сезоні 1970/71 в «Лейкерс» повернувся Гейл Гудріч з «Фінікс Санз», однак команда втратила Бейлора, який у середині сезону порвав ахіллове сухожилля і змушений був закінчити кар'єру. Вест набирав у середньому за гру по 27,9 очка, роблячи 4,6 підбирання і 9,5 передачі. У середині сезону Вест травмував коліно, через що пропустив частину сезону та ігри плей-оф. Ослаблені «Лейкерс» дійшли до фіналу конференції, де програли майбутнім чемпіонам «Мілвокі Бакс» з Лью Алсиндором і Оскаром Робертсоном.

### Пізній успіх і завершення кар'єри
Перед сезоном 1971/72 Вест хотів завершити кар'єру через постійні травми, які переслідували його останнім часом, але вирішив залишитися. У міжсезоння в команді відбулися великі зміни, керівництво клубу найняло нового тренера Білла Шермана, а один з лідерів команди Елджин Бейлор закінчив свою кар'єру. Вакантне місце капітана команди тренер запропонував поділити між Чемберленом і Вестом, але Джеррі відмовився, мотивуючи це тим, що він постійно схильний до травм і хоче повністю зосередитися на грі. Команда провела хороший сезон, здобувши 69 перемог (з них 33 поспіль). Вест у середньому набирав по 25,8 очка і став лідером чемпіонату за передачами — 9,7 за гру. Він був учасником матчу всіх зірок, включений в перші команди всіх зірок і всіх зірок захисту НБА, а також його назвали найціннішим гравцем матчу всіх зірок.
У плей-оф «Лейкерс» обіграли «Чикаго Буллз» і «Мілвокі Бакс», а в фіналі знову зустрілися з «Нікс». Попри погану гру Веста в першій та другій грі, рахунок у серії був 1-1. У третій грі він набрав 21 очко і допоміг команді здобути перемогу. У цій грі він набрав своє 4002 очко в іграх плей-оф, встановивши таким чином рекорд НБА. «Лейкерс» також виграли 4-ту і 5-ту ігри, і Вест уперше у своїй кар'єрі став чемпіоном НБА. Пізніше Джеррі скаже: «Я жахливо грав у фіналі, але ми виграли…».
Після успіху, роль основного бомбардира в сезоні 1972/73 взяв на себе Гудріч, а Вест став більше розігрувальним. Попри це, він у середньому набирав за гру по 22,8 очка, але також робив по 8,8 передачі за гру і знову був обраний у перші команди всіх зірок і захисту, а також взяв участь у матчі всіх зірок НБА. «Лейкерс» виграли 60 ігор у сезоні та дійшли до фіналу чемпіонату, де зустрілися з «Нікс». У першій грі Вест набрав 24 очки перед тим, як був змушений покинути майданчик через перебір фолів, за три хвилини до кінця гри. В останніх іграх серії Вест сильно страждав від болю в обох стегнах, через що провів невдалі ігри, а його команда програла в серії.
Сезон 1973/74 став останнім у кар'єрі Веста. 36-річний ветеран у середньому набирав по 20,3 очка за гру, роблячи 3,7 підбору і 6,6 передачі. У цьому сезоні НБА ввела два нових параметри в статистику — перехоплення і блокшоти, яких Вест робив по 2,6 і 0,7 за гру відповідно. Попри те, що він провів лише 31 гру в сезоні через травми, його все одно вважали одним з елітних захисників і запросили для участі в матчі всіх зірок. Без Чемберлена, який завершив свою кар'єру, «Лейкерс» здобули перемогу в 47 іграх, а в плей-оф (у якому Вест через травму зіграв лише одну гру) програли в першому раунді. Після цієї поразки і через розбіжності з Куком, Вест вирішив завершити кар'єру, а також подав позов на «Лейкерс» через невиплачену заробітну платню. Пізніше, коли він захотів переукласти контракт і продовжити грати, Кук сказав його агенту, «що той може провалювати в пекло». «Я відчував себе обдуреним. Коли ти відчуваєш, що тебе обдурили, ти більше не хочеш бути частиною організації, яка обдурила тебе. Ти міг би відіграти ще кілька хороших років. Кожен атлет каже так. Але я дійсно міг, я знав це. Але я ніколи б не став грати за „Лейкерс“ знову і я не збираюся грати ні для кого іншого». Під час свого відходу Вест був лідером команди за набраними очками в історії клубу.

### Кар'єра тренера і менеджера
Владнавши всі розбіжності з керівництвом клубу, Вест повернувся перед сезоном 1976/77 у «Лос-Анджелес Лейкерс», але вже не як гравець, а тренер. За три роки на цій посаді його команда здобула 141 перемогу і програла 101 раз, кожного разу виходячи в плей-оф, а 1977 року дійшовши до фіналу Західної конференції. Після закінчення контракту він три роки був консультантом «Лейкерс» з пошуку нових гравців. Під час сезону 1981/82 один з лідерів «Лейкерс» Меджик Джонсон через невдоволення тренером зажадав, щоб його обміняли в іншу команду. Власник «Лейкерс» Джеррі Басс звільнив Пола Вестхеда, а його місце запропонував зайняти Весту. Джеррі відмовився і запропонував на місце головного тренера Пета Райлі, в той час коментатора «Лейкерс», який у підсумку і зайняв вакантну посаду. Перед сезоном 1982/83 Вест став генеральним менеджером клубу. NBA.com приписує Весту створення великої династії «Лейкерс» 1980-х років, під час яких команда п'ять разів ставала чемпіонами НБА (1980, 1982, 1985, 1987 і 1988). Після різкого спаду в грі «Лейкерс» на початку 1990-х років, Вест почав будувати нову команду навколо нового тренера Дела Гарріса, центрового Владе Діваца і захисника Ніка Ван Екселя. У сезоні 1994/95 «Лейкерс» здобули 48 перемог і дійшли до півфіналу західної конференції. За цей успіх Вест отримав нагороду менеджер року НБА. Починаючи з 1996 року Вест провів низку вдалих угод — обміняв Владе Діваца на Кобі Браянта, підписав контракт з Шакілом О'Нілом, а також найняв на пост головного тренера шестиразового чемпіона НБА на посаді тренера Філа Джексона. Ці перестановки стали основою для створення чемпіонської команди і завоювання чемпіонських титулів у 2000, 2001 і 2002 роках.

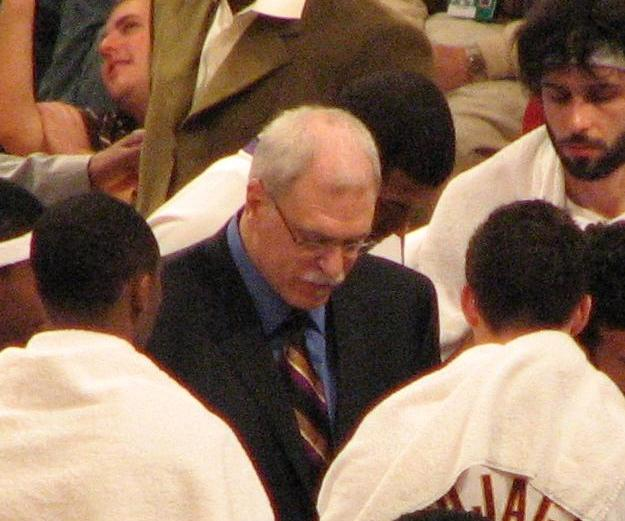
1999 року Вест найняв на посаду тренера шестиразового чемпіона НБА Філа Джексона.

У 2002 році Вест став генеральним менеджером «Мемфіс Ґріззліс». Свій перехід він пояснив тим, що завжди мріяв побудувати чемпіонську команду з нуля. Хоча Вест не зміг привести команду до чемпіонських титулів як «Лейкерс», результати його роботи також вражають. Він перетворив майже збанкрутілу команду на сильного середнячка і вперше вивів клуб у плей-оф. Причому Вест практично не змінював гравців, намагаючись витягти максимум з наявних (наприклад, Пау Газоль, Джеймс Поузі, Джейсон Вільямс). Вест найняв нового головного тренера — Хубі Брауна, який у 2004 році став тренером року НБА. Того ж року Вест удруге став менеджером року НБА. 27 травня 2007 року репортер ESPN повідомив, що Кобі Браянт висловив ультиматум «Лейкерс», або вони повернуть Веста в команду і дадуть йому повну свободу дій, або він може покинути команду. Однак пізніше, в інтерв'ю Лос-Анджелес Таймс, Браянт заперечував, що ставив ультиматум, а лише висловлював пропозицію керівництву клубу. У 2007 році, коли йому було 69 років, Вест пішов у відставку, залишивши своє місце для Кріса Воллеса.
20 травня 2011 року офіційно оголошено, що Джеррі Вест включений до складу правління клубу «Голден-Стейт Ворріорс», а також став консультантом власників команди Джо Лейкоба і Пітера Губера. На новій роботі в його коло обов'язків увійшла допомога в селекції нових гравців, проведення переговорів зі спонсорами і бізнес-партнерами, а також просування клубу на ринку.

## Характеристика гравця
Вест міг грати на позиції як атакувального, так і розігрувального захисника (комбогард), добре граючи як у нападі, так і в захисті. Оскільки на початку своєї кар'єри Вест грав на позиції форварда, то він також добре грав на підбираннях. Завдяки довгим і швидким рукам і хорошому інстинкту захисту його називали одним з найкращих захисників один на один і блокшотером серед захисників НБА. Тому, коли 1969 року НБА ввела символічну збірну всіх зірок захисту, Веста включали в неї кожен рік, поки його кар'єра не закінчилася в 1974 році. За свої кидки на останніх секундах ігор Вест дістав прізвисько «Mr. Clutch». Однак найбільше враження на суперників справляло його ставлення до баскетболу, як одержимо він тренувався і як рідко бував задоволений собою.
Його ставлення до себе добре ілюструє одна подія. Одного разу він за гру набрав 44 очки (16 з 17 влучень з гри, 12 з 12 влучень зі штрафної лінії), зробив 12 підборів, 12 передач і 10 блокшотів (неофіційний підрахунок), таким чином зробив ультра-рідкісний квадрупл-дабл. Але замість того, щоб пишатися собою, Вест так прокоментував це досягнення: «В обороні, з командного точки зору, я зіграв не дуже добре. Дуже рідко я буваю задоволений своєю грою».

## Спадщина
За свою кар'єру Вест 14 разів брав участь у матчі всіх зірок НБА, 12 разів входив у збірну всіх зірок і 5 разів у збірну всіх зірок захисту. Виступаючи в НБА, він набрав 25 192 очки, зробив 6238 передач і 5366 підбирань, в середньому забиваючи по 27 очок, роблячи 6,7 передачі і 5,8 підбирання за гру. Серед гравців, які завершили свою кар'єру, лише Майкл Джордан, Елджин Бейлор і Вілт Чемберлейн набирали в середньому понад 27 очок за гру. Вест був лідером за набраними очками в «Лейкерс» у семи сезонах. У 1979 році його включили в баскетбольну Залу слави, а 1983 року «Лейкерс» закріпили за ним номер 44. У 1996 році його включили в список 50 найвизначніших гравців НБА. Однак на саму церемонію вшанування баскетболістів так і не прийшов, ставши єдиним живим гравцем, що не прийшли на цей захід. У березні 2008 року ESPN поставив Веста на третє місце в списку найкращих атакувальних захисником усіх часів. Як тренер Вест тричі виводив «Лейкерс» у плей-оф і сім разів приводив клуб до чемпіонських титулів як менеджер.
Влітку 2000 року муніципалітет міста Моргантаун і губернатор Західної Вірджинії Сесіл Андервуд назвали на честь Веста дорогу, що веде до спортивної арени університету Західної Вірджинії, — «Бульвар імені Джеррі Веста» (англ. Jerry West Boulevard). 26 листопада 2005 року УЗВ вперше закріпив номер за гравцем, закріпивши за Вестом номер 44. 17 лютого 2007 року поряд зі спортивною ареною УЗВ на честь нього поставили бронзову статую. 18 лютого 2011 року відбулося урочисте відкриття бронзової статуї Веста поблизу домашньої арени «Лос-Анджелес Лейкерс» — «Стейплс-центр». На церемонії було багато легенд «Лейкерс» і нинішніх гравців команди. На церемонії власник клубу Джеррі Басс сказав: «Чи багато людей, на честь яких поставили статую? Один на мільярд? Джеррі безперечно один з них».

### Емблема НБА
Вперше сучасна емблема НБА з'явилась наприкінці 1969 року на обкладинці щорічного NBA Guide і книги зі статистичною інформацією, а офіційно її почали використовувати починаючи з сезону 1971/72. Емблему створив Алан Сігел і вона являє собою силует гравця, що веде м'яч. Найбільш поширеною думкою є те, що для створення емблеми був використаний силует Веста. Хоча багато хто підтверджує цю думку (наприклад, Карім Абдул-Джаббар стверджує: «Це Джеррі Вест. Я знайомий з оригінальною фотографією»), НБА ніколи не підтверджувала цього, стверджуючи, що це «міська легенда». Так, старший віце-президент НБА Тім Френк стверджує, що «Не збереглося жодних записів про це». 27 квітня 2010 року Сігел в інтерв'ю Лос-Анджелес Таймс розповів, що створив емблему на основі фотографії Джеррі Веста, зробленої під час однієї з ігор «Лейкерс». Сам Джеррі Вест так коментує можливість того, що його силует став основою для створення емблеми:

Якщо це я, то мені безумовно лестить, що вони так добре думають про мене, що помістили мене туди. Але я не думаю, що вони коли-небудь підтвердять, що це я. Я можу сказати, що багато хто каже мені, що це я.
Оригінальний текст (англ.)
If it is me, I'm obviously honored that they would have thought enough of me to place me there... But I don't think they've ever officially confirmed that it's me. I can tell you that a lot of people say it's me.

## Особисте життя

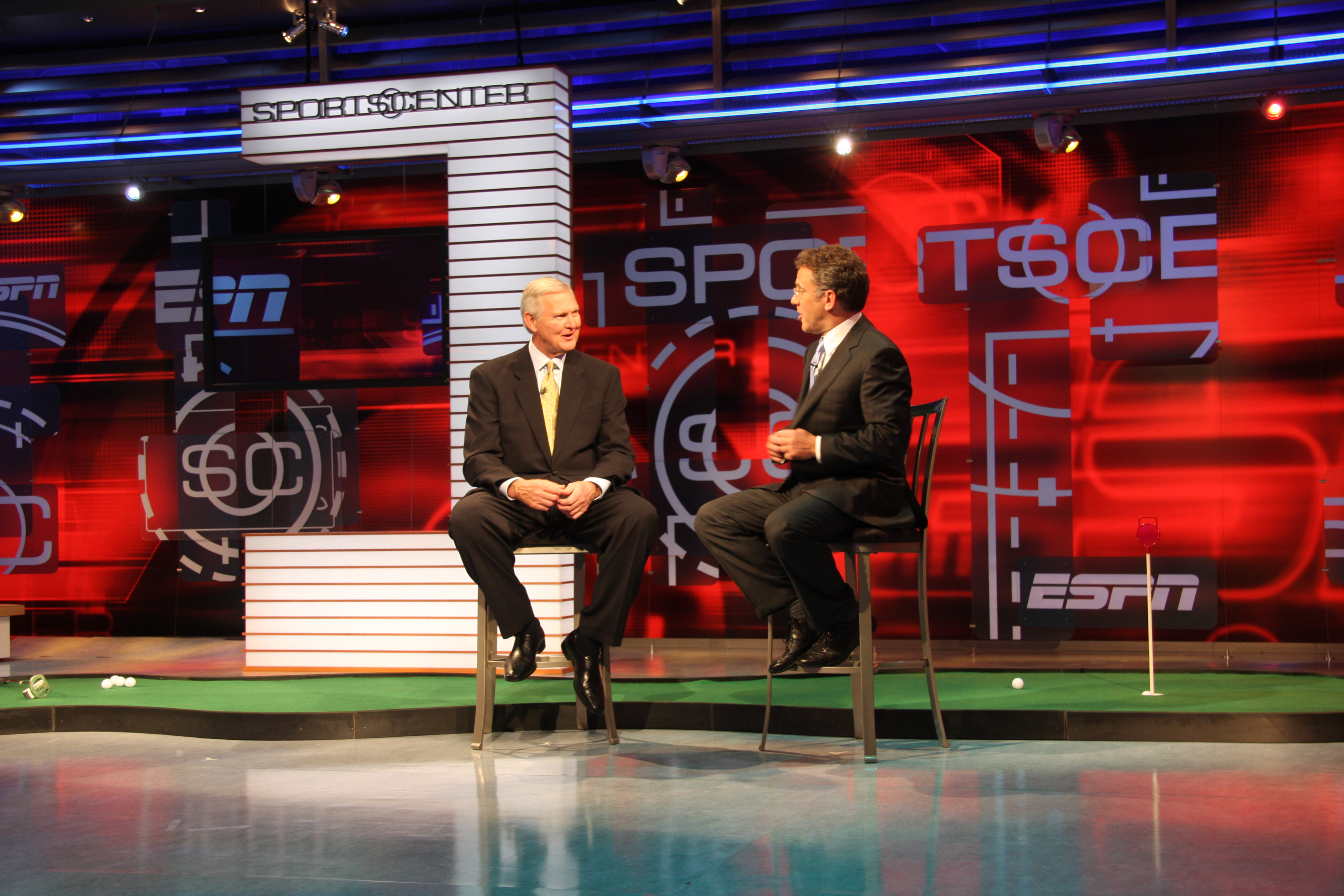
Інтерв'ю Джеррі Веста каналу ESPN

Джеррі Алан Вест є п'ятим з шести дітей. Його мати Сесіл Сью Вест була домогосподаркою, а батько Говард Стюарт Вест працював електриком на вугільній шахті. Бувши сором'язливим, він ще більше замкнувся в собі після того, як його брат Девід загинув у Кореї у 22 роки, коли Джеррі було 12 років. Вест проводив час полюючи, ловлячи рибу і граючи в баскетбол так часто, що згодом НБА назве його «одержимим». Після завершення ігрової кар'єри він сильно захопився гольфом і за день проходив до 36 лунок. 2009 року він став виконавчим директором Northern Trust Open — одного з турнірів PGA.
Від 1960 до 1976 року Вест був одружений з Мартою Джейн Кейн, з якою познайомився ще в університеті. Від шлюбу в них залишилося троє дітей: Девід, Марк і Майкл. У 1978 році Джері одружився вдруге з Карен Буа, з якою вони живуть досі. У шлюбі в них народилося двоє синів: Раян і Джонні. Джонні також навчався в УЗВ і виступав за колишню команду Джеррі «Вест Вірджинія Маунтейнерс».
Як особистість Веста часто описують людиною з нервовим характером, замкнутим у собі, проте також звертають увагу на його безкомпромісність у питаннях трудової етики. Його сусід по кімнаті в УЗВ казав, що через свою сором'язливість Вест жодного разу не ходив на побачення на першому році навчання, а тренер «Лейкерс» Фред Шаус одного разу згадав двотижневий період, коли його захисник не сказав жодного слова. Вест постійно перебував у русі: Шаус описував його як «клубок нервів», гравець «Селтікс» Боб Коузі казав, що він «постійно в русі». Товариш по команді в «Лейкерс» і «Маунтейнерс» Род Хандлі розповідав, що коли вони ходили в бар, Вест швидко випивав своє пиво і пропонував піти куди-небудь ще. Його колишня дружина Марта Кейн згадувала, що її чоловікові часто було важко відкритися навіть їй. Після великих поразок Вест приїжджав додому, і, коли вона намагалася втішити його, він говорив їй «йди» і їхав на автомобілі.
На початку кар'єри походження із Західної Вірджинії зробило Веста об'єктом насмішок. Джеррі розмовляв високим голосом, який ставав ще більш пронизливим, коли він хвилювався, через що капітан «Лейкерс» Елджін Бейлор називав його «Tweety Bird». Його аппалачський акцент був таким сильним, що одного разу один з тренерів перервав його і сказав, щоб він говорив по-англійськи. Бейлор одного разу сказав: «Чутки з тобою в безпеці. Тобі їх розповідають, але ніхто не може зрозуміти тебе».
Веста також часто розглядають як зразок моральної витримки і трудової етики. НБА так описує його: «надмірний перфекціоніст, людина безсоромної довіри і безкомпромісна воля до перемоги… рівень інтенсивності настільки великий, що ним можна плавити свинець». Ще до того, як Вест став чемпіоном у 1972 році, «Лейкерс» провели Jerry West Night, і 11-разовий чемпіон НБА Білл Расселл, який прийшов туди, сказав:

Джеррі, ти — справжній чемпіон, у будь-якому сенсі цього слова. Якби я мав одне бажання, то я б побажав, щоб ти завжди був щасливий.
Оригінальний текст (англ.)
Jerry, you are, in every sense of the word, truly a champion. (paused) If I could have one wish granted, it would be that you would always be happy.

2011 року Джеррі Вест у співавторстві з Джонатоном Коулменом написав автобіографічну книгу West by West: My Charmed, Tormented Life, в якій він, крім іншого, розповів, що в дитинстві зазнавав насильства з боку свого батька, а також страждав від депресії під час своєї баскетбольної кар'єри. Книга отримала схвальні відгуки від критиків і, на думку оглядача Тайм Шина Грегорі, стала гарним продовжувачем традиції написання автобіографічних книг, закладеної Андре Агассі у своїх мемуарах Open, де наголос зроблено не на досягненнях спортсмена, а на людському факторі. Після виходу книги він взяв участь у передачі Real Sports with Bryant Gumbel каналу HBO, де також розповів, що в його житті часто бували моменти, коли він хотів заснути і не прокидатися.

## Статистика
за даними

### Виступи за студентську команду
| Статистика виступів за студентську команду |     |                |      |    |      |     |      |     |     |      |     |      |       |       |      |      |      |     |
| Сезон                                      | Вік | Команда        | Ліга | G  | MP   | FG  | FGA  | FT  | FTA | TRB  | AST | PTS  | FG%   | FT%   | MPG  | PTS  | TRB  | AST |
| 1957/58                                    | 19  | Вест Вірджинія | NCAA | 28 | 799  | 178 | 359  | 142 | 194 | 311  | 41  | 498  | 0,496 | 0,732 | 28,5 | 17,8 | 11,1 | 1,5 |
| 1958/59                                    | 20  | Вест Вірджинія | NCAA | 34 | 1210 | 340 | 656  | 223 | 320 | 419  | 86  | 903  | 0,518 | 0,697 | 35,6 | 26,6 | 12,3 | 2,5 |
| 1959/60                                    | 21  | Вест Вірджинія | NCAA | 31 | 1129 | 325 | 645  | 258 | 337 | 510  | 134 | 908  | 0,504 | 0,766 | 36,4 | 29,3 | 16,5 | 4,3 |
| Загалом                                    |     |                | NCAA | 93 | 3138 | 843 | 1660 | 623 | 851 | 1240 | 261 | 2309 | 0,508 | 0,732 | 33,7 | 24,8 | 13,3 | 2,8 |

### Статистика виступів в НБА
| † | Позначає сезон, в якому Джеррі Вест ставав чемпіоном НБА |
| * | Лідер ліги                                               |

#### Регулярний сезон
| Сезон              | Команда                | GP  | GS | MPG  | FG%  | 3P% | FT%  | RPG | APG  | SPG | BPG | PPG   |
| ------------------ | ---------------------- | --- | -- | ---- | ---- | --- | ---- | --- | ---- | --- | --- | ----- |
| 1960–61            | «Лос-Анджелес Лейкерс» | 79  | –  | 35.4 | .419 | –   | .666 | 7.7 | 4.2  | –   | –   | 17.6  |
| 1961–62            | «Лос-Анджелес Лейкерс» | 75  | –  | 41.2 | .445 | –   | .769 | 7.9 | 5.4  | –   | –   | 30.8  |
| 1962–63            | «Лос-Анджелес Лейкерс» | 55  | –  | 39.3 | .461 | –   | .778 | 7.0 | 5.6  | –   | –   | 27.1  |
| 1963–64            | «Лос-Анджелес Лейкерс» | 72  | –  | 40.4 | .484 | –   | .832 | 6.0 | 5.6  | –   | –   | 28.7  |
| 1964–65            | «Лос-Анджелес Лейкерс» | 74  | –  | 41.4 | .497 | –   | .821 | 6.0 | 4.9  | –   | –   | 31.0  |
| 1965–66            | «Лос-Анджелес Лейкерс» | 79  | –  | 40.7 | .473 | –   | .860 | 7.1 | 6.1  | –   | –   | 31.3  |
| 1966–67            | «Лос-Анджелес Лейкерс» | 66  | –  | 40.5 | .464 | –   | .878 | 5.9 | 6.8  | –   | –   | 28.7  |
| 1967–68            | «Лос-Анджелес Лейкерс» | 51  | –  | 37.6 | .514 | –   | .811 | 5.8 | 6.1  | –   | –   | 26.3  |
| 1968–69            | «Лос-Анджелес Лейкерс» | 61  | –  | 39.2 | .471 | –   | .821 | 4.3 | 6.9  | –   | –   | 25.9  |
| 1969–70            | «Лос-Анджелес Лейкерс» | 74  | –  | 42.0 | .497 | –   | .824 | 4.6 | 7.5  | –   | –   | 31.2* |
| 1970–71            | «Лос-Анджелес Лейкерс» | 69  | –  | 41.2 | .494 | –   | .832 | 4.6 | 9.5  | –   | –   | 26.9  |
| 1971–72†           | «Лос-Анджелес Лейкерс» | 77  | –  | 38.6 | .477 | –   | .814 | 4.2 | 9.7* | –   | –   | 25.8  |
| 1972–73            | «Лос-Анджелес Лейкерс» | 69  | –  | 35.7 | .479 | –   | .805 | 4.2 | 8.8  | –   | –   | 22.8  |
| 1973–74            | «Лос-Анджелес Лейкерс» | 31  | –  | 31.2 | .447 | –   | .833 | 3.7 | 6.6  | 2.6 | 0.7 | 20.3  |
| Усього за кар'єру  | Усього за кар'єру      | 932 | –  | 39.2 | .474 | –   | .814 | 5.8 | 6.7  | 2.6 | 0.7 | 27.0  |
| В іграх усіх зірок | В іграх усіх зірок     | 12  | 11 | 28.4 | .453 | –   | .720 | 3.9 | 4.6  | –   | –   | 13.3  |

#### Плей-оф
| Сезон             | Команда                | GP  | GS | MPG  | FG%  | 3P% | FT%  | RPG | APG  | SPG | BPG | PPG   |
| ----------------- | ---------------------- | --- | -- | ---- | ---- | --- | ---- | --- | ---- | --- | --- | ----- |
| 1961              | «Лос-Анджелес Лейкерс» | 12  | –  | 38.4 | .490 | –   | .726 | 8.7 | 5.3  | –   | –   | 22.9  |
| 1962              | «Лос-Анджелес Лейкерс» | 13  | –  | 42.8 | .465 | –   | .807 | 6.8 | 4.4  | –   | –   | 31.5  |
| 1963              | «Лос-Анджелес Лейкерс» | 13  | –  | 41.4 | .503 | –   | .740 | 8.2 | 4.7  | –   | –   | 27.8  |
| 1964              | «Лос-Анджелес Лейкерс» | 5   | –  | 41.2 | .496 | –   | .792 | 7.2 | 3.4  | –   | –   | 31.2  |
| 1965              | «Лос-Анджелес Лейкерс» | 11  | –  | 42.7 | .442 | –   | .890 | 5.7 | 5.3  | –   | –   | 40.6* |
| 1966              | «Лос-Анджелес Лейкерс» | 14  | –  | 44.2 | .518 | –   | .872 | 6.3 | 5.6  | –   | –   | 34.2* |
| 1967              | «Лос-Анджелес Лейкерс» | 1   | –  | 1.0  | –    | –   | –    | 1.0 | 0.0  | –   | –   | 0.0   |
| 1968              | «Лос-Анджелес Лейкерс» | 15  | –  | 41.5 | .527 | –   | .781 | 5.4 | 5.5  | –   | –   | 30.8* |
| 1969              | «Лос-Анджелес Лейкерс» | 18  | –  | 42.1 | .463 | –   | .804 | 3.9 | 7.5  | –   | –   | 30.9* |
| 1970              | «Лос-Анджелес Лейкерс» | 18  | –  | 46.1 | .469 | –   | .802 | 3.7 | 8.4* | –   | –   | 31.2  |
| 1972†             | «Лос-Анджелес Лейкерс» | 15  | –  | 40.5 | .376 | –   | .830 | 4.9 | 8.9* | –   | –   | 22.9  |
| 1973              | «Лос-Анджелес Лейкерс» | 17  | –  | 37.5 | .449 | –   | .780 | 4.5 | 7.8* | –   | –   | 23.6  |
| 1974              | «Лос-Анджелес Лейкерс» | 1   | –  | 14.0 | .222 | –   | –    | 2.0 | 1.0  | 0.0 | 0.0 | 4.0   |
| Усього за кар'єру | Усього за кар'єру      | 153 | –  | 41.3 | .469 | –   | .805 | 5.6 | 6.3  | 0.0 | 0.0 | 29.1  |

## Нагороди та досягнення
- Член баскетбольної Зали слави (1980)[1]
- Олімпійський чемпіон (1960)[1]
- Чемпіон Панамериканських ігор (1959)[6]
- Чемпіон НБА (1972)[1]
- 14 разів брав участь у Матчі всіх зірок (1961—1974)[1]
- Найцінніший гравець Фіналу НБА (1969)[1]
- 10 разів потрапляв до першої збірної всіх зірок НБА (1962—1967, 1970—1973)[1]
- двічі потрапляв до другої збірної всіх зірок НБА (1968—1969)[1]
- 4 рази потрапляв до першої збірної всіх зірок захисту НБА (1970—1973)[1]
- увійшов у другу збірну всіх зірок захисту НБА (1969)[1]
- Найцінніший гравець Матчу всіх зірок НБА (1972)[1]
- Менеджер року (1995, 2004)[48]
- Включений в список 50 найвизначніших гравців в історії НБА (1996)[1]
- двічі включався у всеамериканську команду[5]
- тричі потрапляв до першої команди Південної конференції[5]
- тричі ставав найціннішим гравцем турніру Південної конференції[5]
- двічі ставав гравцем року Південної конференції[5]